# Duk haan chau faan
ADuk haan chau faan (得閒炒飯) é um filme honconguês de comédia romântica, dirigido por Ann Hui. Lançado em 2010, foi protagonizado por Sandra Ng e Vivian Chow. O enredo diz respeito a duas mulheres lésbicas que haviam sido amantes no passado e reencontra-se através de um serviço para mulheres grávidas solteiras.

## Elenco
- Sandra Ng como Macy
- Vivian Chow como Anita
- Cheung Siu-fai como Robert
- William Chan como Mike
- Joey Meng como Eleanor
- Queenie Chu
- Fan Yik-Man
- Fung Bo Bo
- Raven Hanson
- Serina Ha
- Jo Kuk como Waiwai
- Abe Kwong
- Eman Lam
- Rick Lau
- Tina Lau
- Jayson Li